# Stiff upper lip
Stiff upper lip è una frase idiomatica inglese che significa letteralmente "labbro superiore rigido", usata per descrivere una persona che mostra forza d'animo e stoicismo di fronte alle avversità e/o esercita un grande autocontrollo nell'esprimere le proprie emozioni. La frase completa che viene comunemente usata è "keep a stiff upper lip", ossia "mantenere un labbro superiore rigido", ed è stata tradizionalmente usata per descrivere il popolo britannico come risoluto ed imperturbabile di fronte agli eventi tragici. L'espressione deriva dal fatto che, quando si è spaventati o scossi da una forte emozione, uno dei primi segnali di ciò è il proprio labbro superiore che inizia a tremare.

## Origini
L'ideale dello stiff upper lip risale all'Antica Grecia, in particolare al popolo di Sparta, il cui culto della disciplina e lo spirito di sacrificio furono una fonte di ispirazione per il sistema scolastico pubblico inglese, ed agli Stoici. Le idee stoiche furono adottate dai Romani, particolarmente dall'imperatore Marco Aurelio, che scrisse "Se sei stressato da una cosa esterna, non è questa cosa che ti disturba, ma il tuo giudizio su di essa. Ed è in tuo potere spazzare via quel giudizio ora." Il concetto raggiunse l'Inghilterra negli anni 1590 ed è presente nelle opere di William Shakespeare; uno dei più famosi eroi tragici skakesperiani, Amleto, dice "Non c'è niente di buono o cattivo ma pensare lo rende tale".
Esempi di componimenti poetici che includono memorabili evocazioni di stoicismo vittoriano e stiff upper lip sono If di Rudyard Kipling e Invictus di William Ernest Henley. La frase divenne simbolica del popolo britannico, in particolare dei soggetti istruiti dal sistema scolastico pubblico inglese durante l'epoca vittoriana. Tali scuole erano fortemente influenzate dallo stoicismo e miravano ad instillare un codice di disciplina e devozione al dovere nei loro scolari, facendo uso di sport competitivi, punizioni corporali e docce fredde.

## Esempi
Nella storia vi sono numerosi episodi che hanno per protagonisti personaggi con atteggiamento stiff upper lip. Alcuni esempi sono: il sacrificio (rivelatosi vano) del capitano Lawrence Oates nella spedizione antartica Terra Nova, il quale, conscio che la sua malattia stava compromettendo le possibilità di sopravvivenza dei suoi tre compagni, lasciò con calma la tenda e scelse la morte certa; Sir Francis Drake, che finì una partita di bocce prima di imbarcarsi per combattere contro l'Invincibile Armata spagnola e riuscire a sconfiggerla; la calma valutazione delle proprie ferite del Conte di Uxbridge al Duca di Wellington quando perse una gamba, colpito da una palla di cannone durante la battaglia di Waterloo nelle guerre napoleoniche; il comportamento nella notte tra il 14 e il 15 aprile 1912 del comandante Edward John Smith a bordo del Titanic, il quale, mentre la nave stava affondando a causa della collisione con un iceberg. Conscio che le scialuppe non erano sufficienti per salvare tutti i passeggeri, rinunciò a salvarsi, pur di permettere il salvataggio del maggior numero di vite possibile. Egli affondò insieme alla sua nave e agli oltre 1500 passeggeri ancora a bordo.